# Rogatka itania
Rogatka itania (Ceratophrys cornuta) – gatunek płaza bezogonowego z rodziny Ceratophryidae osiągający długość 12,0 cm (przy czym samice są znacznie większe od samców). Cechuje się wyjątkowo szeroką jamą gębową oraz okrągłym ciałem z wyraźnie zaznaczoną głową. Występuje w wielu krajach Niziny Amazonki, gdzie zasiedla głównie ściółkę lasów pierwotnych. Gatunek ten poluje z zasadzki, zakopany do połowy w ściółce. W skład jego diety wchodzą bezkręgowce, a także małe kręgowce. Samica składa 300–600 jaj, z których po 3–25 dniach wylęgają się drapieżne kijanki. Jest to gatunek najmniejszej troski (LC) w związku z m.in. szerokim zasięgiem występowania oraz dużymi rozmiarami populacji. C. cornuta jest sporadycznie odławiana jako zwierzę domowe.

## Wygląd
Samice dorastają do 12,0 cm i ważą do 130 g, samce natomiast osiągają 7,2 cm długości i 60 g masy ciała. Ciało jest okrągłe z wyraźnie zaznaczoną głową. Cechują się bardzo szerokim otworem gębowym, o szerokości wynoszącej około 1,6 razy więcej niż długość ciała. Występuje duża zmienność gatunkowa w ubarwieniu ciała – spotykane są osobniki zielone, brązowe, beżowe z wariantami pośrednimi – ciało samców może być pokryte wszystkimi podanymi barwami, samice natomiast mają ubarwienie bardziej jednolite. Brzuch ma barwę jasną, gardło natomiast jest ciemne. Kończyny są krótkie i pokryte ciemnymi paskami. Uda przyjmują barwę brązową z miejscowymi żółtymi kropkami. Na całym ciele występują liczne brodawki. 

## Zasięg występowania, siedliska
Występuje na wysokościach bezwzględnych 0 – 400 m n.p.m. w Nizinie Amazonki (m.in. w Kolumbii, Ekwadorze, Peru, Boliwii i Brazylii), gdzie zasiedla głównie ściółkę lasów pierwotnych.

## Ekologia
Dorosłe osobniki aktywne są głównie podczas nocy, młode natomiast zarówno w dzień jak i w nocy. C. cornuta zakopuje tylną część ciała, używając przy tym ruchów okrężnych kończyn tylnych, pozostawiając zakamuflowaną głowę nad poziomem ściółki. W tej pozycji gatunek ten poluje z zasadzki, żywiąc się praktycznie wszystkimi zwierzętami, jakie zmieszczą się w jego jamie gębowej. W skład diety wchodzą m.in.:
- mrówki
- chrząszcze
- inne płazy bezogonowe
- małe gady
- małe ssaki

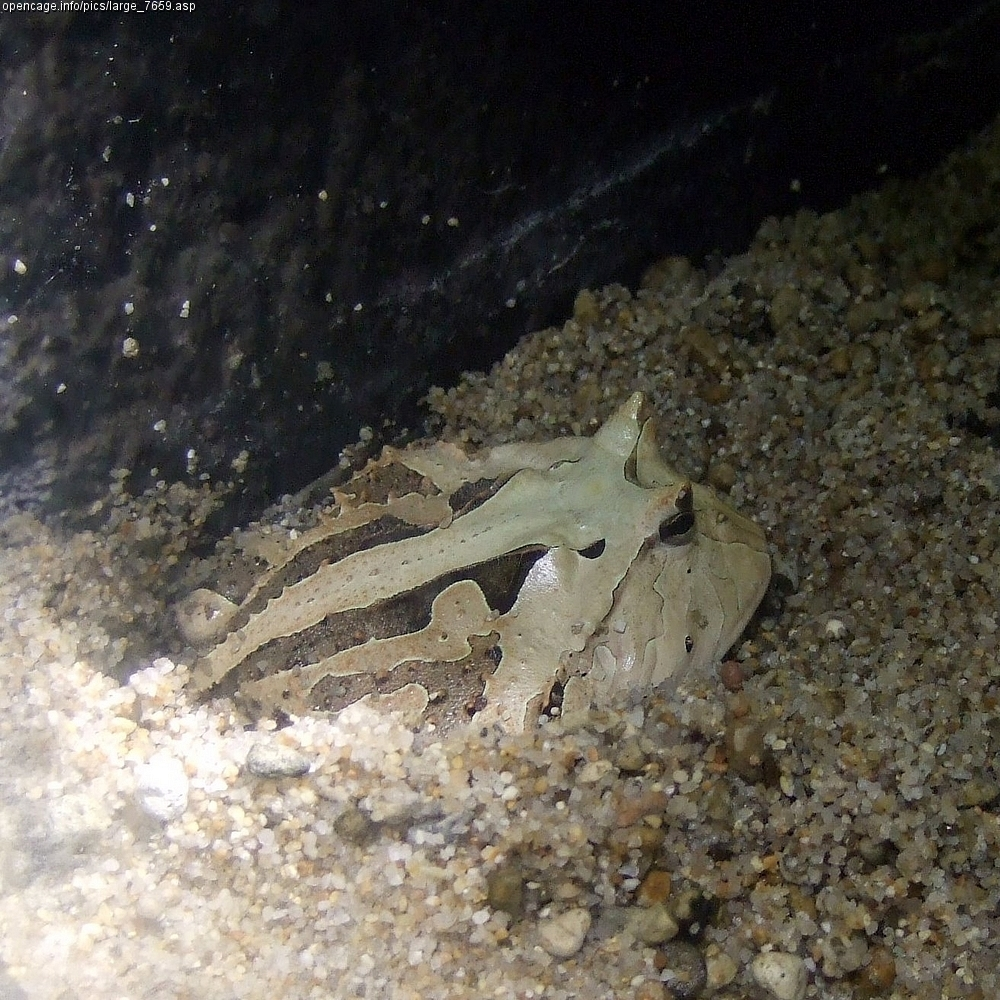
C. cornuta zagrzebana w żwirze

Okres godowy przypada najprawdopodobniej na początek pory deszczowej (w okolicach listopada). Do rozrodu dochodzi w okresowych zbiornikach wodnych. Po kopulacji samiec umieszcza jaja na grzbiecie samicy, która następnie składa je w zbiorniku wodnym, który uzna za odpowiedni do rozwoju potomstwa. Samica składa 300–600 jaj, z których po 3–25 dniach od zapłodnienia wylęgają się kijanki. Kijanki posiadają tępo zakończony pysk z aparatem gębowym przypominającym jamę gębową dorosłych osobników – obecne jest np. kilka rzędów zębów. Larwy są drapieżne i odżywiają się głównie innymi kijankami. Dojrzałość płciowa osiągana jest w wieku 3–4 lat.

## Status
Gatunek najmniejszej troski (LC) w związku z szerokim zasięgiem występowania, dużym rozmiarem populacji, a także tolerancją na zmiany środowiskowe. Gatunek ten jest odławiany jako zwierzę domowe, nie dochodzi do tego natomiast tak często jak w przypadku spokrewnionych Ceratophrys ornata oraz C. cranwelli.